# IC 4265
IC 4265 ist eine Spiralgalaxie vom Hubble-Typ Sa im Sternbild Wasserschlange. Sie ist schätzungsweise 580 Millionen Lichtjahre von der Milchstraße entfernt.

Das Objekt wurde am 4. Mai 1904 von Royal Harwood Frost entdeckt.